# Ла-Іруела (Хаен)
Ла-Іруела (ісп. La Iruela) — муніципалітет в Іспанії, у складі автономної спільноти Андалусія, у провінції Хаен. Населення — 2011 осіб (2010).
Муніципалітет розташований на відстані близько 280 км на південь від Мадрида, 70 км на схід від Хаена.
На території муніципалітету розташовані такі населені пункти: (дані про населення за 2010 рік)
- Бурунчель: 1119 осіб
- Ла-Іруела: 892 особи

## Демографія
Динаміка населення (INE ):

## Галерея зображень

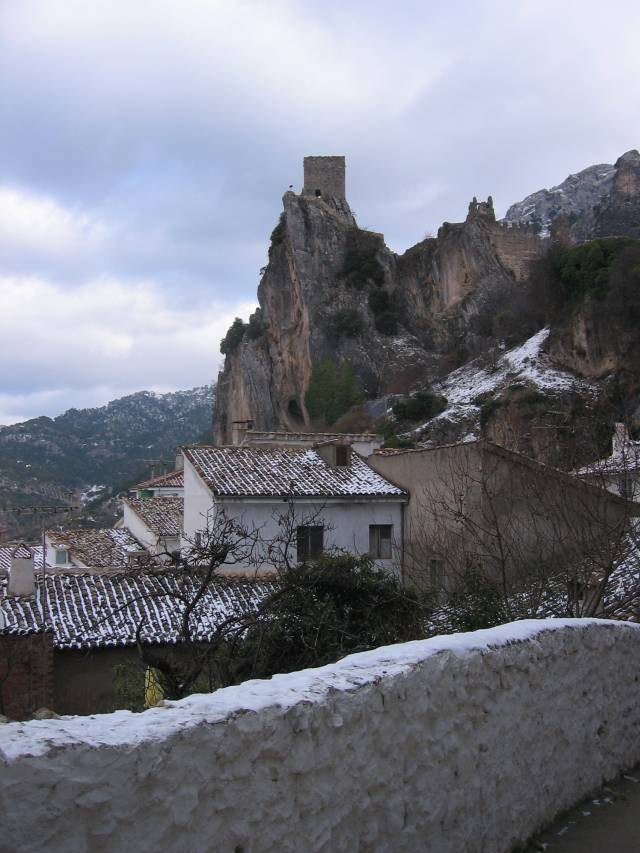
Замок у Ла-Іруелі